# مرده یا زنده: ابعاد
مرده یا زنده: ابعاد (به انگلیسی: Dead or Alive: Dimensions) به‌طور خلاصه شده دی‌اواِی‌دی، یک بازی ویدئویی در سبک مبارزه‌ای از سری بازی‌های مرده یا زنده است که توسط استودیو تیم نینجا توسعه یافته و به‌وسیلهٔ کویی تکمو در مه ۲۰۱۱ برای کنسول بازی دستی نینتندو ۳دی‌اس منتشر شده‌است. این بازی اولین نسخه در سری زنده یا مرده به‌شمار می‌رود که برای سیستم نینتندو عرضه شد.
ابعاد را می‌توان به عنوان یک بازی تلفیقی با هدف گردآوری تمام شخصیت‌های قدیمی در ازای یک نسخه جدید در مجموعه مرده یا زنده، مشابه با عناوینی همچون تکن تگ تورنومنت و مورتال کامبت: تریلوژی در نظر گرفت. بازی دارای ۲۶ شخصیت قابل کنترل، بیش از تمام نسخه‌های قبلی این فرانشیز است، و از موتور بازی اصلاح شده مرده یا زنده ۴ بهره می‌برد. داستان بازی چهار شخصیت اصلی پیشین این سری را روایت می‌کند و تمرکز آن حول محور کاسومی برای ۱، ریو هایابوسا برای ۲، آیانه برای ۳، و هلنا داگلاس برای ۴ است.